# Sphenoderes indicus
Sphenoderes indicus is een soort in de taxonomische indeling van de stekelwormen.
De diersoort behoort tot het geslacht Sphenoderes en behoort tot de familie Semnoderidae. De wetenschappelijke naam van de soort werd voor het eerst geldig gepubliceerd in 1969 door Higgins.